# Birkenhainchen

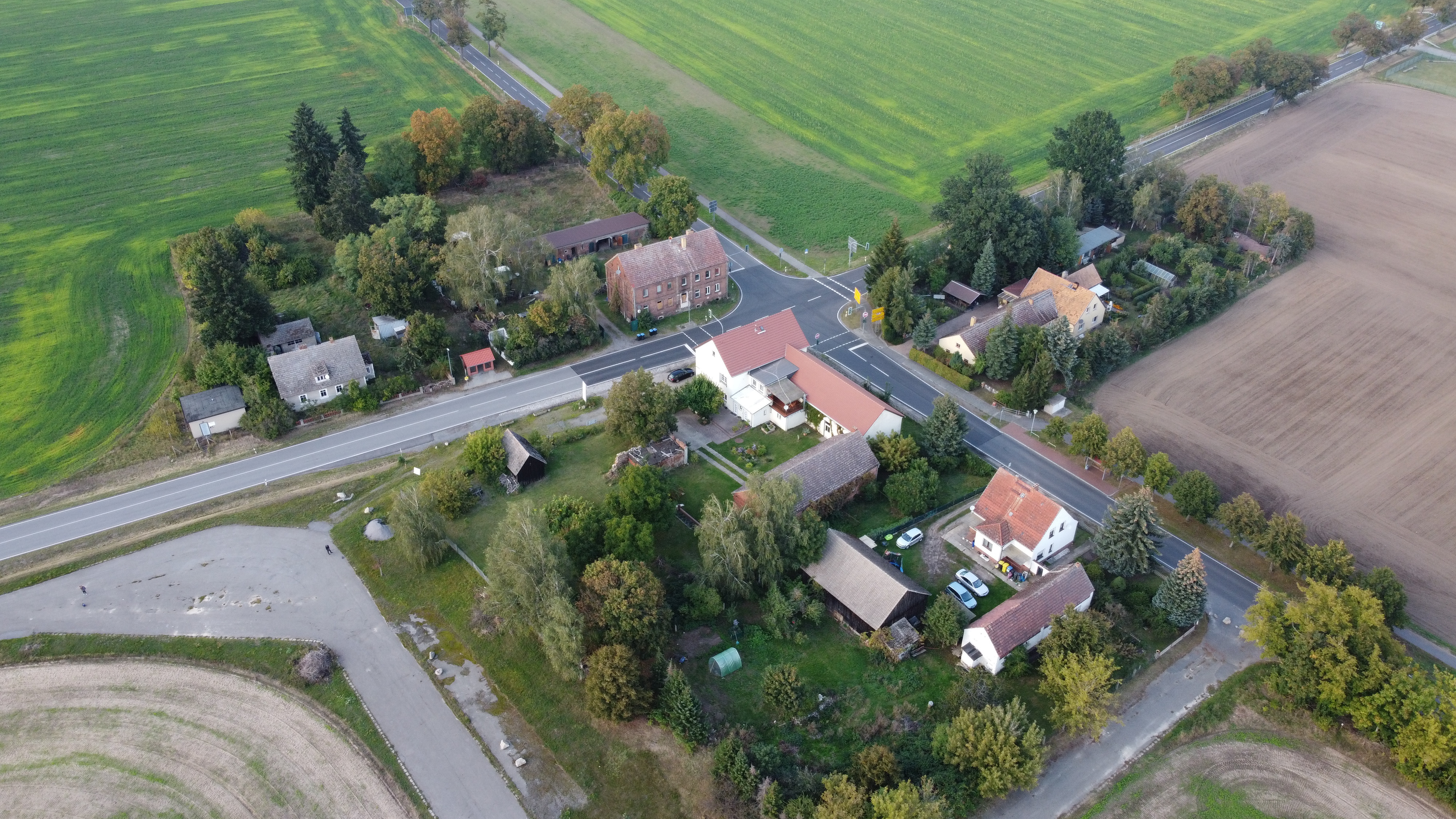
Blick aus Richtung Süden auf Birkenhainchen

Birkenhainchen, niedersorbisch Brjazynka, ist ein Wohnplatz auf den Gemarkungen von Dollgen und Groß Leine, beides Ortsteile der Gemeinde Märkische Heide im Landkreis Dahme-Spreewald in Brandenburg. Bis zum 26. Oktober 2003 war Birkenhainchen ein Dorf der Gemeinde Groß Leine, die vom Amt Märkische Heide verwaltet wurde.

## Lage
Die heute aus acht Gehöften bestehende Siedlung Birkenhainchen liegt in der Niederlausitz, etwa 15 Kilometer nordöstlich der Kreisstadt Lübben. Umliegende Ortschaften sind Dollgen im Norden, Botta im Nordosten, Glietz im Osten, Groß Leine im Südosten, Biebersdorf im Südwesten sowie Krugau im Nordwesten. Westlich des Dorfes befindet sich der Dollgensee.
In Birkenhainchen treffen die Bundesstraßen 87 (Lübben–Beeskow), 179 (nach Königs Wusterhausen) und 320 (nach Guben) aufeinander. Der größte Teil des Ortes gehört zu Groß Leine, während zwei Gebäude zu Dollgen gehören. Der zu Dollgen gehörende Teil Birkenhainchens liegt im amtlichen Siedlungsgebiet der Sorben/Wenden.

## Geschichte
Erstmals erwähnt wurde das Dorf im Jahr 1819 als Neumanns Schänke, dabei handelte es sich damals um den Dorfkrug von Groß Leine. Im Jahr 1844 hatte die Siedlung, die damals als Birkhanynchen auch Neumanns Schänke bezeichnet wurde, acht Einwohner und war nach Groß Leine eingepfarrt. 1864 hatte der Ort 16 Einwohner.
Historisch gehörte Birkenhainchen zum Landkreis Lübben im Regierungsbezirk Frankfurt in der preußischen Provinz Brandenburg. Nach dem Ende des Zweiten Weltkrieges wurde das Dorf Teil der Sowjetischen Besatzungszone und später der DDR. Bei der Kreisreform am 25. Juli 1952 kam die Gemeinde Groß Leine mit Birkenhainchen an den Kreis Lübben im Bezirk Cottbus. Nach der Wende wurde der Kreis Lübben in Landkreis Lübben umbenannt und schließlich aufgelöst, im Zuge der Kreisreform Brandenburg 1993 kam Birkenhainchen in den Landkreis Dahme-Spreewald. Am 26. Oktober 2003 schloss die Gemeinde Groß Leine sich mit 17 weiteren Gemeinden zu der neuen Gemeinde Märkische Heide zusammen.